# Bakenrenef (tể tướng)
Bakenrenef hoặc Bakenranef là một vị Tể tướng Ai Cập cổ đại ở phía Bắc (Hạ Ai Cập) dưới triều đại của Psamtik I (664 – 610 TCN) thuộc vương triều thứ 26. Giống như Khaemwaset vài thế kỷ trước đó, ông đã mang các tước hiệu Iunmutef, "Người dọn dẹp của ngôi nhà Vĩ Đại". Cha của ông là một thị trưởng tên là Padineit, trong khi mẹ của ông là một người chắc chắn tên là Tageb.
Bakenrenef chủ yếu được biết đến nhờ vào ngôi mộ lớn được xây trong núi đá của ông ở Saqqara và những bức phù điêu của nó miêu tả các cảnh tượng từ Cuốn sách của người chết và từ Amduat. Ngôi mộ này sau đó đã được tái sử dụng cho những sự mai táng khác vào thời kỳ vương triều thứ 30. Các trang trí của ngôi mộ này phần lớn vẫn còn nguyên vẹn phần lớn khi đoàn thám hiểm của Lepsius phát hiện và sao chép chúng vào giữa thế kỷ thứ 19. Kể từ đó, ngôi mộ này đã bị tàn phá: hầu hết các bức phù điêu đã bị cướp đi khỏi những bức tường và bán cho các bảo tàng và những nhà sưu tập tư nhân. Trong khoảng 20 năm một đoàn thám hiểm người Ý đã làm việc ở đây và chiếc quách bằng đá vôi của Bakenrenef hiện nay nằm tại Bảo tàng khảo cổ học quốc gia Florence.